# 다이라노 다다모리

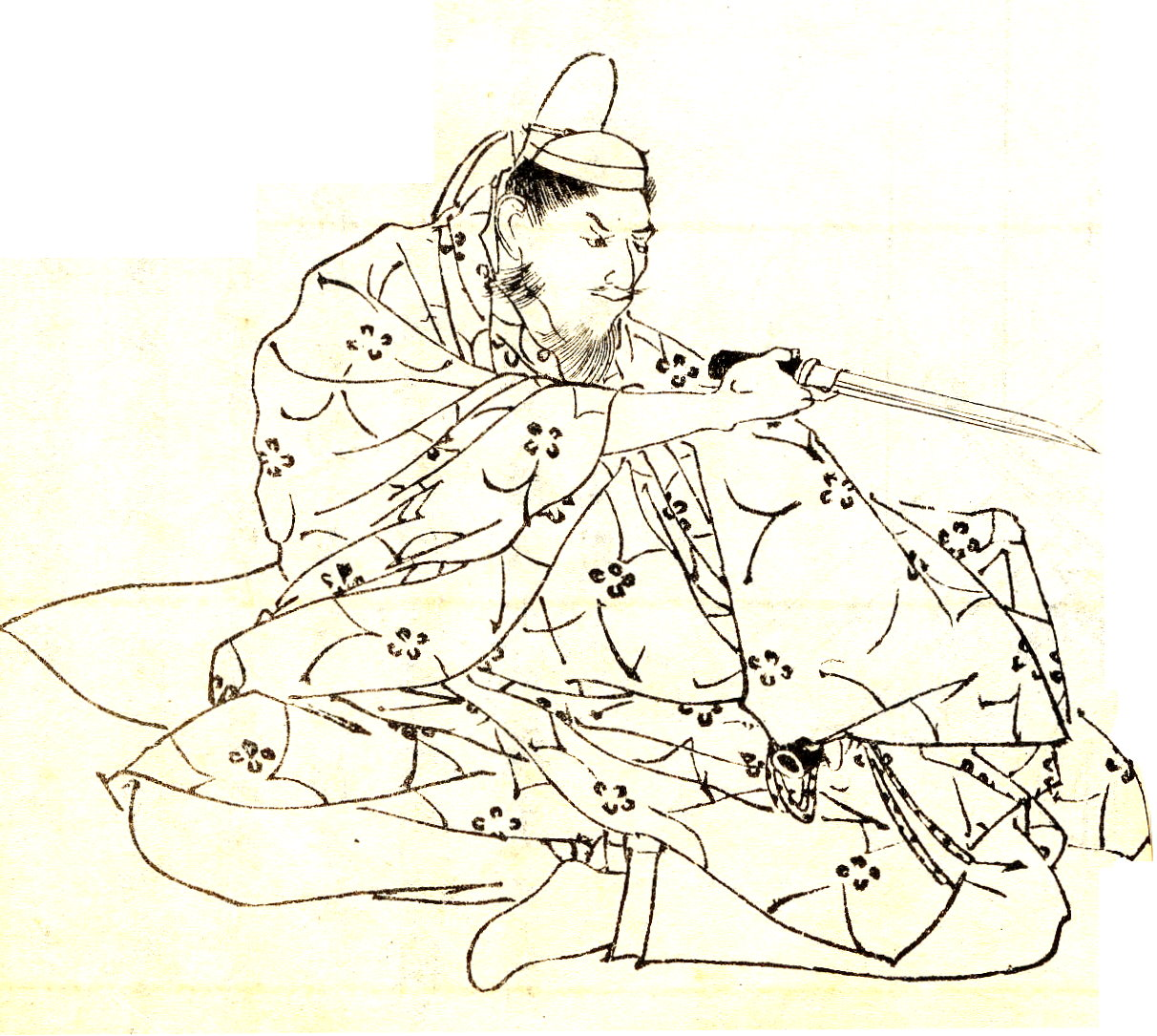
다이라노 다다모리

다이라노 다다모리(平忠盛)는(1096년 ~ 1153년 2월 10일) 헤이안 시대 말기의 무장으로 다이라노 기요모리의 아버지이다. 아버지는 다이라노 마사모리. 정실은 이케노젠니(池禅尼, 혼인 전의 이름은 후지와라노 무네코(藤原宗子), 사돈은 미나모토노 요시타다(源義忠) 등이 있다.
이세 헤이시로는 처음으로 승전을 허용받았다. 상황의 신변 안전을 경호하는 북면무사(北面武士)로서 시라카와인과 도바인 두 상황의 집정기에 공권력을 행사하는 한편 일본의 대송무역에도 종사해 막대한 부를 쌓았다. 그의 무력과 재력은 아들 기요모리에게로 이어져 헤이시 정권의 밑거름이 되었다. 
일본의 시를 읊는 전통에 따라 시를 짓고 이를 노래하는 가인으로도 이름을 알렸으며 가집으로 "다이라노 다다모리 집"이 있다.

## 생애

### 시라카와 인세이 시기
다다모리의 아버지 마사모리(正盛)는 시라카와 법황(白河法皇)을 북면 무사(北面武士)로 섬겼고, 미나모토노 요시치카(源義親)가 일으킨 반란 추토로 무문으로써의 이름을 크게 드높였다. 한편으로 미나모토노 요시타다(源義忠)에게 딸을 시집보내는 등 선행(先行) 군사 귀족(軍事貴族)으로써 가와치 겐지(河内源氏)와의 제휴를 도모하였으며 요시타다는 다다모리의 에보시오야(烏帽子親)가 되어 주기도 하였다. 요시타다 사후에 가와치 겐지가 쇠퇴한 것과 맞물리듯 이세 헤이시(伊勢平氏)는 겐지의 여당들을 끌어들여 세력을 키웠다. 
덴닌(天仁) 원년(1108년) 다다모리는 13세로 사에몬노쇼이(左衛門少尉)가 되어 덴에이(天永) 2년(1111년)에는 게비이시(検非違使)를 겸대하였으며 교토의 치안 유지에 종사하였다. 덴에이 4년(1113년)에는 도적 낫챠케다유(夏焼大夫)라 불리는 자를 추포한 공으로 종5위하로 서임되었다(『長秋記』 3월 14일조). 같은 해 에이큐 강소(永久の強訴)에서는 아버지 마사모리와 함께 우지(宇治)로 출동하여 고후쿠지(興福寺) 대중(大衆)의 입경을 저지하기도 하였다. 에이큐 2년(1114년) 시라카와인(白河院)의 총비(寵妃) ・ 기온노 뇨고(祇園女御)에게 선조(鮮鳥)를 바치고 아버지를 이어 섬겼으며, 그 뒤 게비이시 임무를 떠나 호키노카미(伯耆守)가 되어 우마노곤노카미(右馬権頭)도 겸임하였다. 
에이큐 5년(1117년) 도바 천황(鳥羽天皇)에게 입내(入内)한 후지와라노 쇼시(藤原璋子, 다이켄몬인待賢門院)의 만도코로벳토(政所別当)가 되었다. 다른 벳토로는 후지와라노 나가자네(藤原長実)나 후지와라노 아키타카(藤原顕隆) 등 시라카와인의 유력한 근신(近臣)이 이름을 올렸는데, 인의 신뢰가 두터운 자들로 평가되고 있다. 겐에이(元永) 2년(1119년) 11월 14일 가모 임시제(賀茂臨時祭)에서는 신무인(新舞人)으로 선임되어 그 화려한 치장은 「길에 빛나는 꽃을 늘어놓아 만사에 이목을 놀라게 하니 참으로 희대의 승사라」(道に光花を施し、万事耳目を驚かす。誠に希代の勝事なり)라고 주위로부터 경탄을 받았다(『中右記』11月19日条). 호안(保安) 원년(1120년) 에치젠노카미(越前守)로 전임되었는데 재임중에 에치젠 국(越前国)의 스루가 군(敦賀郡)에서 살인 사건이 벌어지자 범인이 히요시 신사(日吉社)의 신인(神人)을 체포하여 게비이시로 인도하는 도중에 엔랴쿠지(延暦寺) 악승(悪僧)들이 범인의 신병을 탈취해 가는 사건이 벌어졌다. 조정이 악승을 체포하고 엔랴쿠지의 강소로까지 사태가 확대되자 시라카와인은 다다모리를 옹호하였다. 이 무렵 다다모리는 인(院)의 승전(昇殿)이 허락되었고 후지와라노 무네코(藤原宗子, 이케노젠니池禅尼)를 정실로 맞았다. 
다이지(大治) 2년(1127년) 종4위하(従四位下)로 서임되었고 비젠노카미(備前守)가 되었다. 나아가 사마노곤노카미(左馬権頭)를 겸임하였으며 인의 소유 우마 관리를 행하는 원어구사(院御厩司)가 되었다. 마료(馬寮)와 인노미쿠리야(院御厩)는 직무 내용이 공통된 것이었으므로 두 직책을 겸임하는 것도 당연한 것이었는데 전투에 있어 기마(騎馬)의 중요성이라는 관점에서 보면 군사귀족인 다다모리에게 마필 관리직 임명은 큰 의의를 지니는 것이었다. 다이지 4년(1129년) 3월 다다모리는 산요도(山陽道) ・ 난카이도(南海道)의 해적추토사(海賊追討使)로 발탁되었다(『朝野群載』 권11). 이는 정식 선지(宣旨)가 아닌 인젠(院宣)과 게비이시벳토센(検非違使別当宣, 벳토는 다이켄몬인의 오빠인 산조 사네유키三条実行)에 따른 것으로 시라카와인의 막무가내식 밀어붙이기로 여겨지고 있다. 그로부터 얼마 지나지 않아서 7월 7일 시라카와인이 77세로 승하하였다. 다다모리는 시라카와인의 장례에 그의 다른 근신들과 함께 입관역(入棺役)을 맡았고 산작소(山作所, 화장장) 설치를 맡았다.

### 도바 인세이 시기
도바 상황(鳥羽上皇)이 인세이(院政)를 시작하고 다다모리는 어급(御給)에 따라 정4위하(正四位下)로 서임되었다. 시라카와인의 근신 대부분은 도바인의 근신으로 갈아탔고 다다모리도 도바 상황 및 다이켄몬인의 북면이 되었다. 원어구사의 직무도 그대로 맡는 것이 허락되었다. 시라카와인이 승하하고 얼마 지나지 않아, 앞서 사망했다고 알려진 미나모토노 요시치카를 자처하는 사람이 교토에 나타나 후지와라노 다다자네(藤原忠実)의 저택에서 보호를 받았는데 누군가의 습격으로 살해되는 사건이 벌어졌다. 다다모리에게도 그 혐의가 추궁되었으나 진범은 미노 겐지(美濃源氏)의 미나모토노 미쓰노부(源光信)로 판명되었다. 
덴에이(天承) 2년(1132년) 상황의 칙원(勅願)으로 세워진 관음당(観音堂)인 득장수원(得長寿院)의 낙경공양(落慶供養)에 즈음하여 천체관음(千体観音)을 기진하였다. 그 공적으로 내승전(内昇殿)이 허가되었다. 『헤이케 이야기』(平家物語)에서는 무사인 다다모리가 덴조비토(殿上人, 당상관)가 된 것을 고깝게 본 구교들에 의해 밤에 기습이 기도되었는데, 다다모리는 은박을 입힌 나무 칼로 구교들을 을러서 재치 있게 막아냈고 도바 상황으로부터 칭찬받았다(殿上闇討)는 일화가 실려 있다. 또한 도바 상황 앞에서 춤을 출 때 다다모리가 사시인 것을 두고 구교들이 이세(伊勢)의 특산품인 「술 담는 질그릇」(酢瓶の瓶子)에 빗대어 사방에서 놀려댔으나 훌륭한 춤을 선보여 도리어 칭찬받았다는 이야기를 적고 있다. 한편 내승전(内昇殿)은 무사로써는 셋칸(摂関) 시기 미나모토노 요리미쓰(源頼光)의 전례가 있었을 뿐 이 당시에는 매우 파격적인 대우였다. 나카미카도 무네타다(中御門宗忠)는 「이 사람(다다모리)의 승전이란 미증유의 일」(この人の昇殿猶未曾有の事なり, 『中右記』 3월 22일조)이라고 평하였다. 
이윽고 도바인의 총애가 후지와라노 도쿠시(藤原得子, 비후쿠몬인美福門院)으로 옮겨가고 후지와라노 이에나리(藤原家成)가 인의 근신의 필두 지위를 확립하게 되자 다다모리는 아내 무네코가 이에나리의 사촌 형제라는 점을 통하여 긴밀한 관계를 쌓았고, 도바 인세이 시기가 되어 장원(荘園) 정리가 전혀 실시되지 않아 각지에서 장원이 폭발적으로 증가하는 가운데 다다모리도 지방 수령(고쿠시)으로써 장원 확립에 관여하여 인 소유 장원인 히젠 국(肥前国) 간자키 장원(神埼荘)의 예소(預所, 마름)가 되었고, 조주(長承) 2년(1133년) 송(宋)의 주신(周新)의 배가 일본으로 들어오자 인젠을 칭하여 장원 내의 다자이후(大宰府)의 임검(臨検)을 배제시키게 하였다(『長秋記』 8월 13일조). 
당시 일본에서는 송과의 교역이 민간 차원에서 활발하게 이루어지고 있었다. 다자이후의 외항이라고 할 하카타(博多)에는 송에서 온 사람들이 거주하고 있었으며 에치젠 국의 스루가까지 송의 배가 오기도 하였다. 다다모리는 에치젠노카미 재임 중에 송과의 교역에서 오는 막대한 이익에 주목하였고 사이고쿠(西国) 방면으로의 진출을 지향하게 된 것으로 여겨지고 있다. 호엔(保延) 원년(1135년) 중무대보(中務大輔)로 임명되었을 무렵, 일본 열도의 내해로 송과의 교역로이기도 했던 세토 내해(瀬戸内海)에서의 해적(海賊)의 발호가 큰 문제가 되고 있었다. 이들 해적은 유력 재지영주, 신인(神人) ・ 봉어인(供御人) 특권을 얻은 연안 주민 등이 경제 활동의 와중에 약탈을 벌이는 케이스가 많았는데 고쿠가(国衙)의 힘만으로는 추토가 곤란하였다. 4월 8일 일본 서해의 해적 추토에 대해 다다모리와 미나모토노 다메요시(源為義) 가운데 누가 적당할 것인가에 대한 의론이 이루어졌는데 비젠노카미를 지냈던 경험도 있는 데다 「서해에 그에 대한 소문이 자자하다」(西海に有勢の聞こえあり)라는 이유로 다다모리가 추토사로 임명되었다(『中右記』『長秋記』). 8월에는 히다카 젠시(日高禅師)를 수령으로 하는 70명의 해적들을 연행하여 교토로 개선하였다. 원래 그 대부분은 다다모리의 게닌(家人)이 아닌 자들을 도적으로 몰았던 것이라고 전한다(『中右記』 및 『長秋記』 8월 19일조). 그리고 다다모리는 항복한 해적들을 자신의 게닌으로 조직화시켰다. 
그 뒤 미마사카노카미(美作守)로 임명되었다. 호엔 5년(1139년) 벳토 ・ 류가쿠(隆覚)의 임무 정지를 요구하여 고후쿠지 중도들이 강소를 일으키자 우지(宇治)로 출진하여 고후쿠지 중도들의 입경을 저지하였다. 덴요(天養) 원년(1144년) 정4위상으로 서임되었고 오와리노카미(尾張守)가 되었다. 다다모리는 도바 인초(院庁)의 4위 벳토(四位別当)로써도 활동하였다. 
다다모리의 동료 후지와라노 다다타카(藤原忠隆)는 귀족이면서도 승마의 달인으로 의기투합한 바가 있는 자였는데 그 다다타카의 아들인 다카노리(隆教)는 다다모리의 딸을 아내로 맞았다. 다다타카의 아내 ・ 에이코(栄子)는 스토쿠 상황(崇徳上皇)의 유모였고 다다모리의 처 ・ 무네코는 스토쿠 상황의 아들인 시게히토 친왕(重仁親王)의 유모였다. 도바인이 와카(和歌)에 관심이 없던 관계로 당시 일본의 와카 가단(歌壇)은 상대적으로 와카를 좋아했고 재능도 뛰어났던 스토쿠 상황을 중심으로 전개되었다. 다다모리 자신도 와카에 통달하여 자주 스토쿠 상황이 주최한 와카 모임에도 참가하였다. 스토쿠 상황에게 있어서 다다모리는 가장 신뢰할 수 있는 인물이기도 했다. 
규안(久安) 2년(1146년) 다다모리는 하리마노카미(播磨守)로 임명되었다. 하리마노카미는 일본에서 지방 수령의 최고봉으로 일컬어지는 지위였고, 수령에서 구교로 승진하는 것도 가능해졌다. 그러나 이듬해(1147년) 6월 15일 아들 기요모리의 노토(郎党)가 기온샤(祇園社) 신인(神人)과 다툼이 벌어졌고 다수 부상자가 발생하였다(기온 투란 사건祇園闘乱事件). 다다모리는 곧 하수인을 게비이시로 인도하였는데 기온샤의 본사(本寺)인 엔랴쿠지는 이를 받아 들이지 않고 다다모리 ・ 기요모리 부자의 유배를 요구하며 강소를 일으켰다. 다다모리에게 있어서는 큰 위기였으나 도바인은 다다모리가 가진 군사적 ・ 경제적 실력을 중시하여 엔랴쿠지의 요구를 듣지 않았다. 사건 뒤 다다모리는 이세에 있는 자신의 영지를 기온샤에 기진하여 엔랴쿠지와의 관계 수복을 도모하였다. 
규안 4년(1148년) 후지와라노 다다타카가 구교로 승진하고 다다모리는 4위의 최상위자가 되어 이듬해인 규안 5년(1149년)에는 다다모리의 후임으로 내장두(内蔵頭)가 되었다. 그 해 3월 구마노(熊野) 참예 도중에 둘째 아들 이에모리(家盛)가 급서하는 불행을 겪기도 했다. 다다모리는 이에모리의 죽음을 한탄하고 슬퍼하는 노래를 남겼다. 닌표(仁平) 원년(1151년) 형부경(刑部卿)이 되었다. 이 때 도바인에게 의견을 요구받은 좌대신 후지와라노 요리나가(藤原頼長)는 「태생이 천하기는 하오나 정4위상 ・ 내장두 ・ 하리마노카미를 역임한 적이 있으니 괜찮으리다」(生まれは卑しいものの、正四位上・内蔵頭・播磨守を歴任しているので問題はない)라는 견해를 보였다(『台記別記』). 
닌표 3년(1153년) 다다모리는 구교(公卿) 승진을 눈앞에 두고 58세의 나이로 사망하였다. 요리나가는 『우괴기초』(宇槐記抄)에서 「여러 나라의 관리를 거쳐 부유함이 거만(巨万)을 쌓았고 거느린 노복이 나라에 가득하였으며 무위(武威)로 사람을 바로잡았다. 사람됨이 공검하여 일찍이 사치를 행하지 않아, 오늘날 사람들이 이를 애도한다」(数国の吏を経、富巨万を累ね、奴僕国に満ち、武威人にすぐ。人となり恭倹、いまだかつて奢侈の行いあらず、時人これを惜しむ)라고 그의 죽음을 애도하였다.